# 農嫩巴赫河 (阿沙夫河支流)
50°0′8.28″N 9°13′58.24″E / 50.0023000°N 9.2328444°E

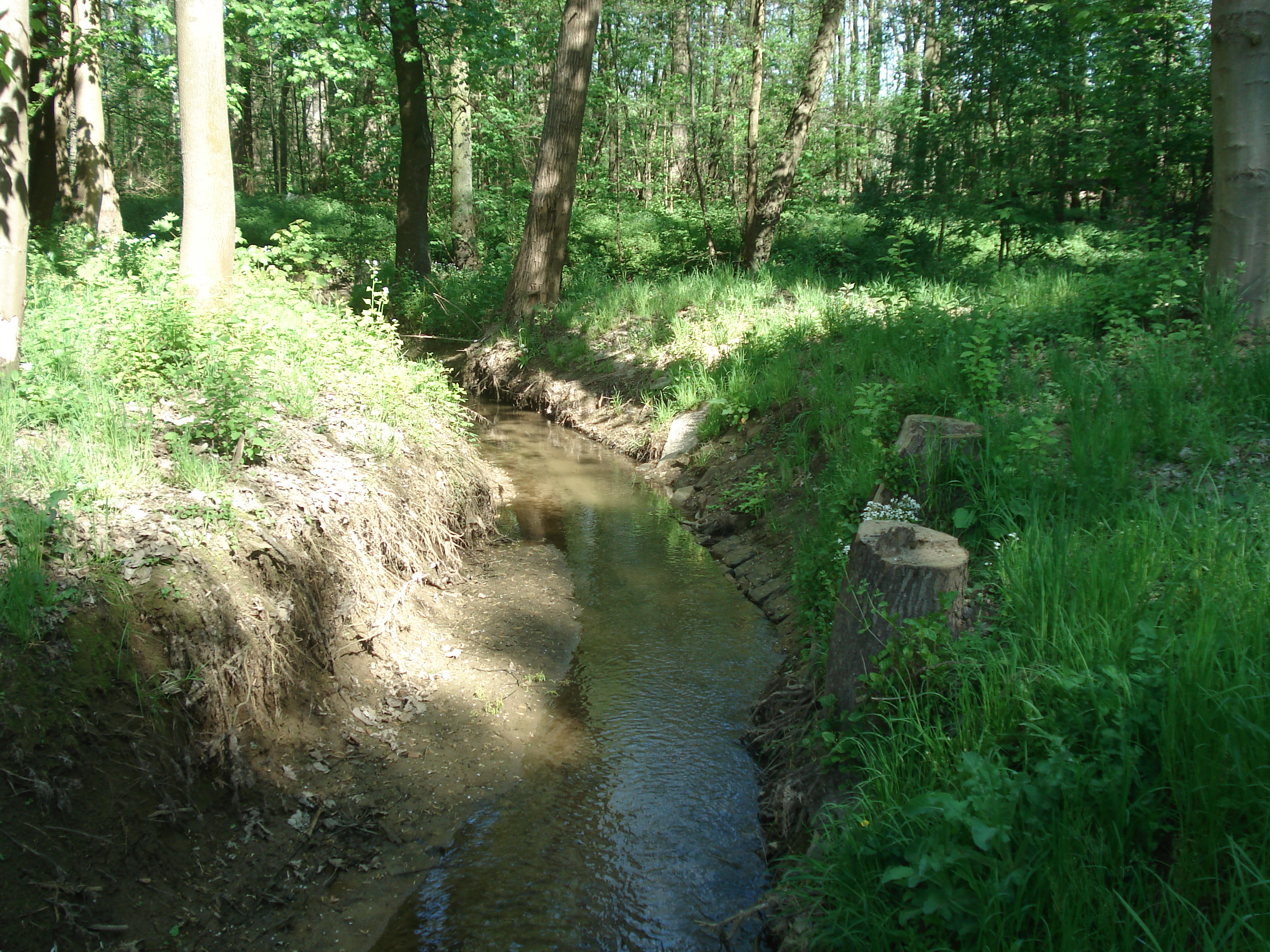

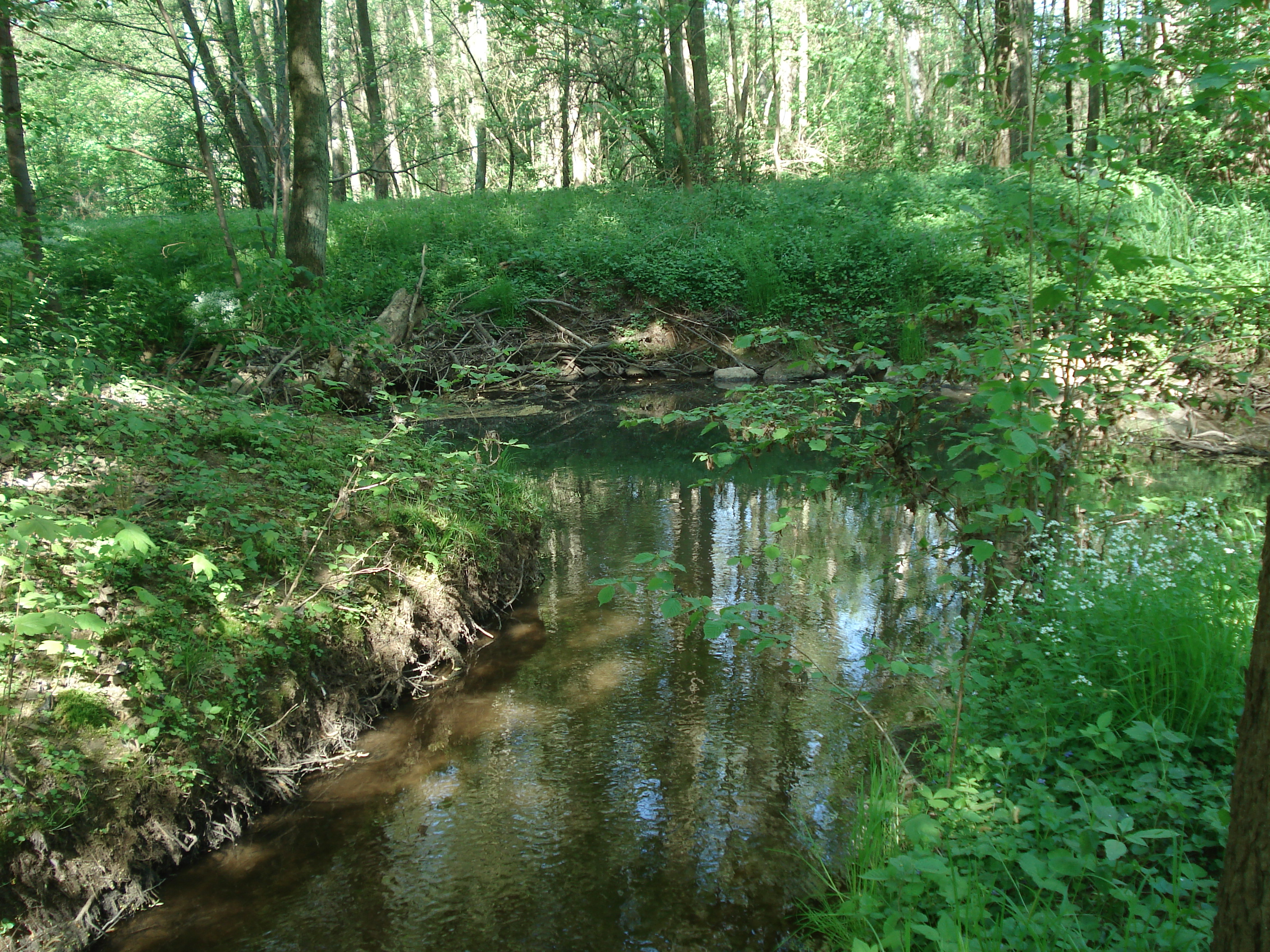

農嫩巴赫河（德語：Nonnenbach），是德國的河流，位於該國東南部，由巴伐利亞負責管轄，屬於阿沙夫河的左支流，河道全長1.9公里，流域面積6.8平方公里，河口處在赫斯巴赫以北。